# 1444 Pannonia
1444 Pannonia eller 1938 AE är en asteroid i huvudbältet, som upptäcktes den 6 januari 1938 av den ungerska astronomen György Kulin i Budapest. Den har fått sitt namn efter den romerska provinsen Pannonien.
Asteroiden har en diameter på ungefär 26 kilometer.